# Posiólok imeni M. Gorkogo
El Posiólok imeni M. Gorkogo (en ruso: Посёлок имени М. Горького, "Posiólok llamado M. Gorki") pertenece al raión de Kavkázskaya del krai de Krasnodar, en el sur de Rusia. Está situado en la orilla derecha del río Chelbas, 17 km al nordeste de Kropotkin y 144 km al nordeste de Krasnodar, la capital del krai. Tenía 2 997 habitantes en 2010
Es cabeza del municipio Imeni M. Gorkogo, al que pertenecen asimismo Chernomurovski, Oziorni, Proletarski (posiólok) y Proletarski (jútor).